# Difuzijska konstanta
Difuzíjska konstánta (oznaka D) je snovna konstanta, določena kot sorazmernostni faktor med gostoto snovnega toka in gradientom koncentracije v difuzijskem zakonu. Mednarodni sistem enot predpisuje za difuzijsko konstanto sestavljeno enoto m2s-1.